# Connie Nielsen
Connie Inge-Lise Nielsen (Frederikshavn, 1965. július 3. –) dán színésznő. 

## Gyermekkora
Mormon neveltetést kapott a dániai Elling nevű faluban.

## Pályafutása
Első fontosabb angol nyelvű filmes szerepét Az ördög ügyvédje (1997) című filmben kapta. A 2000-es évektől olyan filmekben tűnt fel, mint  az A Mars-mentőakció (2000), a Gladiátor (2000), a Sötétkamra (2002), a Veszett vad (2003), a Kiképzőtábor (2003), A nagy kaszálás (2005) és A nimfomániás (2014).
2011 és 2012 között a Starz csatorna Boss című sorozatában Meredith Kane-t alakította, továbbá főszerepet kapott a Gyilkos hajsza című drámasorozat 2014-ben sugárzott második évadjában is.
A 2010-es években csatlakozott a DC-moziuniverzumhoz: 2017-ben Hippolüté királynőt formálta meg a Wonder Woman és Az Igazság Ligája című szuperhősfilmekben.

## Magánélete
2004–2012 között Lars Ulrich párja volt, egy közös gyermekük született. Nielsennek van egy Sebastian nevű fia korábbi házasságából.
Dán anyanyelvén kívül még az alábbi nyelveken beszél: angol, francia, német, norvég, olasz, spanyol és svéd.

## Filmográfia

### Film
| Év   | Magyar cím                     | Eredeti cím                               | Szerep                                | Magyar hang        |
| ---- | ------------------------------ | ----------------------------------------- | ------------------------------------- | ------------------ |
| 1984 |                                | Par où t'es rentré ? On t'a pas vu sortir | Eva                                   |                    |
| 1991 |                                | Vacanze di Natale '91                     | Brunilde/Vanessa                      |                    |
| 1997 | Az ördög ügyvédje              | The Devil's Advocate                      | Christabella Andreoli                 | Orosz Helga        |
| 1998 | A nap árnyékos oldalán         | Permanent Midnight                        | Dagmar                                |                    |
| 1998 | Okostojás                      | Rushmore                                  | Mrs. Calloway                         | Kéri Kitty         |
| 1998 | A katona                       | Soldier                                   | Sandra                                | Madarász Éva       |
| 2000 |                                | Dark Summer                               | Megan Denright                        |                    |
| 2000 | A Mars-mentőakció              | Mission to Mars                           | Terri Fisher                          | Balázs Ági         |
| 2000 | Gladiátor                      | Gladiator                                 | Lucilla                               | Fullajtár Andrea   |
| 2002 | Sötétkamra                     | One Hour Photo                            | Nina Yorkin                           | Pápai Erika        |
| 2002 | Démoni szerető                 | Demonlover                                | Diane de Monx                         | Solecki Janka      |
| 2003 | Veszett vad                    | The Hunted                                | Abby Durrell                          | Németh Borbála     |
| 2003 | Kiképzőtábor                   | Basic                                     | Osborne                               | Bertalan Ági       |
| 2004 | Testvéred feleségét...         | Brødre                                    | Sarah                                 | Hullan Zsuzsa      |
| 2004 |                                | Return to Sender                          | Charlotte Cory                        |                    |
| 2005 | A nagy mentőakció              | The Great Raid                            | Margaret Utinsky                      | Bertalan Ági       |
| 2005 | A nagy kaszálás                | The Ice Harvest                           | Renata Crest                          | Kisfalvi Krisztina |
| 2006 | A helyzet                      | The Situation                             | Anna Molyneux                         | Németh Krisztina   |
| 2007 | Seattle öt napja               | Battle in Seattle                         | Jean                                  | Kisfalvi Krisztina |
| 2009 |                                | A Shine of Rainbows                       | Maire                                 |                    |
| 2010 |                                | Kidnappet                                 | Susanne                               |                    |
| 2011 | Hétköznapi pár                 | Perfect Sense                             | Jenny                                 | Molnár Zsuzsa      |
| 2013 | A nimfomániás (1. rész)        | Nymphomaniac                              | Joe anyja                             |                    |
| 2013 |                                | The Galapagos Affair: Satan Came to Eden  | Von Wagner bárónő / narrátor (hangja) |                    |
| 2014 | 3 nap a halálig                | 3 Days to Kill                            | Christine Renner                      | Pápai Erika        |
| 2014 |                                | Return to Zero                            | Dr. Claire Holden                     |                    |
| 2014 |                                | All Relative                              | Maren                                 |                    |
| 2015 | A louisianai befutó            | The Runner                                | Deborah Price                         | Kovács Nóra        |
| 2016 |                                | Ali and Nino                              | Kipiani hercegnő                      |                    |
| 2016 |                                | The 11th                                  | Katrine Firth                         |                    |
| 2016 |                                | The Lion Woman (Løvekvinnen)              | Mrs. Grjothornet                      |                    |
| 2016 | Titkok és vallomások           | The Confessions                           | Claire Seth                           |                    |
| 2017 | Stratton                       | Stratton                                  | Sumner                                | Horváth Lili       |
| 2017 | Wonder Woman                   | Wonder Woman                              | Hippolüté királynő                    | Tóth Enikő         |
| 2017 | Az Igazság Ligája              | Justice League                            | Hippolüté királynő                    | Tóth Enikő         |
| 2018 |                                | The Catcher Was a Spy                     | Koranda                               |                    |
| 2019 |                                | I'll find you                             | Lena                                  |                    |
| 2019 |                                | Tonight at Noon                           | Laura                                 |                    |
| 2020 | Wonder Woman 1984              | Wonder Woman 1984                         | Hippolüté királynő                    | Tóth Enikő         |
| 2021 | Senki                          | Nobody                                    | Becca Mansell                         | Kisfalvi Krisztina |
| 2021 | Zack Snyder: Az Igazság Ligája | Zack Snyder's Justice League              | Hippolüté királynő                    | Tóth Enikő         |
| 2022 |                                | A Week in Paradise                        | Fiona                                 |                    |
| 2023 | Származás                      | Origin                                    | Sabine                                | Ősi Ildikó         |
| 2023 |                                | Ocean Deep                                | Mara                                  |                    |
| 2024 | Szerepjáték                    | Role Play                                 | Gwen Carver                           |                    |
| 2024 | Gladiátor II.                  | Gladiator II                              | Lucilla                               | Fullajtár Andrea   |
| 2025 | Senki 2.                       | Nobody 2                                  | Becca Mansell                         | Kisfalvi Krisztina |

### Televízió
| Év        | Magyar cím                               | Eredeti cím                       | Szerep                 | Megjegyzések                                     |
| --------- | ---------------------------------------- | --------------------------------- | ---------------------- | ------------------------------------------------ |
| 1988      |                                          | Colletti bianchi                  | Marilù                 | minisorozat (12 epizód)                          |
| 1993      | Pokoli utazás                            | Voyage                            | Ronnie Freeland        | - tévéfilm - magyar hangja: - Kisfalvi Krisztina |
| 1994      |                                          | Le paradis absolument             | Sarah                  | tévéfilm                                         |
| 1994      | Okavango, a vadon szíve                  | Okavango: The Wild Frontier       | Lena                   | 16 epizód                                        |
| 2006      | Esküdt ellenségek: Különleges ügyosztály | Law & Order: Special Victims Unit | Dani Beck nyomozó      | 6 epizód                                         |
| 2008      |                                          | Danny Fricke                      | Danny Fricke           | tévéfilm                                         |
| 2011–2012 |                                          | Boss                              | Meredith Rutledge Kane | 16 epizód                                        |
| 2014      | Gyilkos hajsza                           | The Following                     | Lily Gray              | 10 epizód                                        |
| 2014–2015 | A férjem védelmében                      | The Good Wife                     | Ramona Lytton          | 4 epizód                                         |
| 2015      |                                          | Unveiled                          | Joan McAllen           | tévéfilm                                         |
| 2018      | FBI – New York különleges ügynökei       | FBI                               | Ellen Solberg          | 1 epizód                                         |
| 2018      |                                          | Liberty                           | Katrina                | minisorozat (5 epizód)                           |
| 2019      |                                          | I Am the Night                    | Corinna Hodel          | minisorozat (6 epizód)                           |

## Fontosabb díjak és jelölések
| Év   | Díj                     | Kategória                                             | Jelölt mű                     | Eredmény |
| ---- | ----------------------- | ----------------------------------------------------- | ----------------------------- | -------- |
| 2001 | Screen Actors Guild-díj | Legjobb szereplőgárda (mozifilm)                      | Gladiátor (2000)              | Jelölve  |
| 2001 | Empire-díj              | Legjobb női főszereplő                                | Gladiátor (2000)              | Elnyerte |
| 2003 | Szaturnusz-díj          | Legjobb női mellékszereplő                            | Sötétkamra (2002)             | Jelölve  |
| 2005 | Európai Filmdíj         | Legjobb európai színésznő                             | Testvéred feleségét... (2004) | Jelölve  |
| 2005 | Európai Filmdíj         | Európai Filmakadémia közönségdíja – legjobb színésznő | Testvéred feleségét... (2004) | Jelölve  |